# 划艇

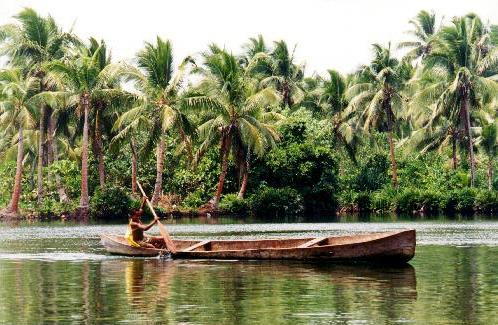
划艇

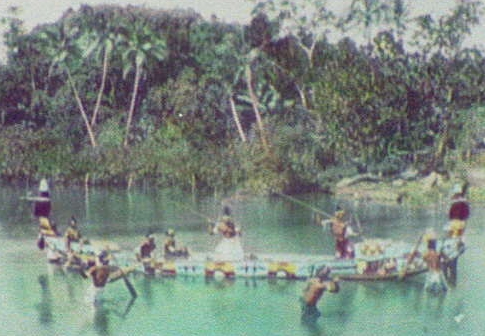
1895年，所羅門島勇士在划艇戰爭

划艇（英語：Canoe），是一种小艇，需要借助桨驱动。其形制简单，有些有座位，也有些沒有。獨木舟是划艇的一種。
现在划艇多用作休閒，亦作為一項水上运动，已加入奥运项目。划艇是皮划艇比賽中的一類，另一類是皮艇（Kayak）。皮划艇与赛艇是两个不同的比赛项目。
蘭嶼拼板舟是由很多不一樣材質的木板拼裝而成的划艇。

## 制作过程
先选一根挺直粗大的树干，去处枝杈部分后（可制作桨），将不准备挖掉的部位涂上湿泥，然后用火烧烤未涂湿泥的部位，待其呈焦炭状后，再用工具砍凿，这样比较疏松的焦炭层很快被去除，反复多次后，就可以制成比较理想的形状。
现在大多数是使用玻璃纤维和塑胶制作。